# Павлиду, Василики
Василики Павлиду (греч. Βασιλική Παυλίδου) — греческий астрофизик и профессор кафедры физики Университета Крита, а также ассоциированный преподаватель Института астрофизики — Фонда исследований и технологий — Hellas. С июля 2023 года она занимает должность заместителя редактора в рецензируемом научном журнале Astronomy & Astrophysics. Её научные интересы сосредоточены на космологии, физике высоких энергий и радиоастрономии. 

## Образование
Павлиду получила степень бакалавра наук в Университете Аристотеля в Салониках в 1999 году. Она продолжила обучение в Иллинойсском университете в Урбане-Шампейне, где защитила докторскую диссертацию по астрофизике и получила докторскую степень в 2005 году.

## Исследования
С 2005 по 2008 год Павлиду занимала постдокторскую должность в Институте космологии Чикагского университета. С 2008 по 2011 год она была удостоена стипендии Эйнштейна в Калтехе. В 2010 году она была избрана на должность доцента Университета Крита, но это назначение было отложено из-за финансового кризиса в Греции. В 2011-2012 годах она была приглашённым исследователем в Институте радиоастрономии Макса Планка, а в 2012 году она заняла временную исследовательскую должность в Университете Крита. Её отложенное назначение на должность доцента в Университете Крита наконец состоялось в 2013 году, и в 2018 году она была последовательно повышена до должности доцента, а в 2023 году — до должности полного профессора.
Павлиду является председателем руководящего совета коллаборации RoboPol с 2012 года.

## Научная коммуникация
Павлиду содействовала научной коммуникации, выступая с докладами и презентациями для широкой публики. Она была в организационном комитете семинаров, ориентированных на специализированную аудиторию. Василики Павлиду совместно с Константиносом Тассисом разработали два вводных массовых открытых онлайн-курса по астрономии для широкой публики на платформе mathesis.

## Награды
- 1999 Стипендия по теоретической физике Греческого государственного фонда стипендий[14]
- 2002 Стипендия Амелии Эрхарт Фонда «Зонта»
- 2008 GLAST (Einstein) Fellowship NASA[8]
- 2014 Премия L’Oréal — ЮНЕСКО «Для женщин в науке» (Греция)[15]

## Избранные публикации
- Collaboration P. A., Abraham J., Tomé B., Aguirre C., Allard D., Allekotte I., Allen J., Allison P., Alvarez C., Alvarez-Muñiz J. et al. Correlation of the highest-energy cosmic rays with nearby extragalactic objects (англ.) // Science / H. Thorp — Northern America: AAAS, 2007. — Vol. 318, Iss. 5852. — P. 938—943. — ISSN 0036-8075; 1095-9203 — doi:10.1126/SCIENCE.1151124 — PMID:17991855 — arXiv:0711.2256
- Abraham J., Abreu P., Aglietta M., Aguirre C., Allard D., Allen J., Allison P., Alvarez-Muniz J., Ambrosio M., Anchordoqui L. et al. Observation of the suppression of the flux of cosmic rays above 4 x 10 (19) eV (англ.) // Physical Review Letters — Woodbury: American Physical Society, 2008. — Vol. 101, Iss. 6. — P. 061101. — ISSN 0031-9007; 1079-7114; 1092-0145 — doi:10.1103/PHYSREVLETT.101.061101 — PMID:18764444 — arXiv:0806.4302
- Abraham J., Aglietta M., I.C. Aguirre, Allard D., Allekotte I., Allison P., Muñiz J. A., M.G. do Amaral, Ambrosio M., Anchordoqui L. et al. Properties and performance of the prototype instrument for the Pierre Auger Observatory (англ.) // Nuclear Instruments and Methods in Physics Research — Elsevier BV, 2004. — Vol. 523, Iss. 1-2. — P. 50—95. — ISSN 0168-9002; 1872-9576 — doi:10.1016/J.NIMA.2003.12.012